# 68719 Чжанйонсіл
68719 Чжанйонсіл (68719 Jangyeongsil) — астероїд головного поясу, відкритий 16 лютого 2002 року.
Тіссеранів параметр щодо Юпітера — 3,474.